# Ву, Софи
Софи Ву (англ. Sophie Wu; род. 29 марта 1983) — британская актриса и сценаристка китайско-шотландского происхождения. Известна по фильмам «Пипец» (2010) и «Оторва» (2008).
Обучалась в Лондонской академии музыки и драматического искусства с 2003 по 2006 гг. Среди театральных работ Софи Ву — роль школьницы Сисси в пьесе Саймона Стефенса «Панк-рок» (англ. Punk Rock, постановка Lyric Theatre, Лондон), а также выступление в паре с Эмили Бичем в пьесе «Похитители времени» (англ. Time Cats, Latitude Festival, 2009).
Первая написанная ей пьеса Sophie Wu Is Minging, and Looks Like She's Dead была впервые представлена на Эдинбургском фестивале Фриндж и позже перенесена в театр Soho Theatre, где получила восторженные отзывы.

## Фильмография
| Год       |   | Русское название    | Оригинальное название     | Роль               |
| --------- | - | ------------------- | ------------------------- | ------------------ |
| 2006      | с | Катастрофа (сериал) | Casualty                  | Натали Гэйтон      |
| 2006—2009 | с | Отель "Вавилон"     | Hotel Babylon             | Мей                |
| 2008      | ф | Оторва              | Wild Child                | Кики               |
| 2008      | ф | Другой мужчина      | Other Man, The            | Продавщица         |
| 2009      | ф | Истерзанный         | Tormented                 | Мэй Ли             |
| 2009      | ф |                     | Man on a Motorcycle (к/м) | Девушка из галереи |
| 2009      | ф |                     | Because I Like You (к/м)  | Софи               |
| 2010      | ф | Пипец               | Kick-Ass                  | Эрика Чо           |
| 2010—2011 | с |                     | The Fades                 | Джей               |
| 2011      | ф | Музыка нас связала  | You Instead               | Ким                |

## Личная жизнь
Софи Ву состоит в близких отношениях с исполнителем роли Рори в сериале «Доктор Кто» Артуром Дарвиллом. С 2011 года они проживали совместно в северном районе Лондона.